# صالح الأسمري
صالح بن محمد بن حسن آل عُمير الأسمري داعية ومُدرّس ومُفتي سعودي، من مواليد عام 1390هـ بمدينة تبوك.

## مسيرته
درس مراحل التعليم العام في مدارس الأبناء بتبوك، ثم انتقل مع عائلته ليكمل التعليم الثانوي بمدينة الطائف، ثم انتقل للمدينة المنورة منتظما في كلية الحديث والدراسات الإسلامية بالجامعة الإسلامية، ومحصلا للدبلوم العام من فرع جامعة الملك عبد العزيز بالمدينة المنورة.
التحق الأسمري بالعمل الرسمي مُدرّسا بوزارة المعارف عقب تخرجه من الجامعة وتم تعيينه بمحافظة بيشة (بلدة تقع في الجزء الشمالي من المنطقة الجنوبية من السعودية، وفيها 240 حاضرة وقرية مركزها الروشن).
ثم أصبح مديرا لمديرية المساجد والأوقاف والدعوة والإرشاد فيها، ثم انتقل لوزارة الشؤون الإسلامية للدعوة والتعليم، ولا يزال فيها مستشارا تابعا للوزارة بالرياض.

## مؤلفاته
بدأ الدعوة والتعليم العام منذ سنة 1413هـ، فدرس وحاضر في عدة بلدان بالجامعات والمساجد والمعاهد، وتخرج عليه جموع من الرجال والنساء، خصوصا في منطقة مكة ودولة قطر.
وللأسمري كتب كثيرة ما بين مطبوع ومخطوط، في مختلف الفنون، فمنها:
١- علوم القرآن:
- التقرير على (نظم أصول التفسير للزمزمي).
- حاشية على (التبيان في آداب حملة القرآن للنووي).
- تقريرات على (حاشية الصاوي على الجلالين - قصار المفصل مع الفاتحة).

٢- علوم الحديث:
- المهذب المعين على (أحاديث الأربعين للنووي).
- حاشية الأجهوري على شرح الزرقاني للبيقونية (تحقيق وتعليق).
- التخريج لفن التخريج
- حديث: «لولاك ما خلقت الأفلاك» (رواية ودراية)

٣- أصول الدين:
- التبيان في أصول الإيمان
- اعتراضات على العقيدة الطحاوية (عرض و نقض)
- الشرح الحاوي لعقائد الطحاوي
- القاعدة الأثرية في الصفات الخبرية
- الخلاصة اللطيفة على الكلمة الشريفة
- مختصر المعتمد في معرفة المعتقد
- تهذيب (الدرة المضية في عقد الفرقة المرضية للسفاريني)

٤- فروع الدين:
- تقريب (نيل المآرب بشرح دليل الطالب) - قسم العبادات
- تقريرات على (حاشية اللبدي على شرح الدليل)
- التذليل لمشكل (الدليل)
- الزاد بمخالفات (الزاد)
- التعليق اللباب على (إرشاد أولي الألباب)
- التعليقة السابلة على منسك الحنابلة (تقريرات على "الدليل الناسك لأداء المناسك" لعبد الغني اللبدي)
- ملخص التقريرات على (أخصر المختصرات)
- تقييدات حنبلية على (بداية المجتهد وكفاية المقتصد لابن رشد)
- كفاية القاصد بشرح بداية العابد
- تهذيب (براهين الكتاب والسنة الناطقة على وقوع الطلقات المجموعة منجزة أو معلقة لـ سلامة القُضاعي العزامي)

٥- أصول الفقه:
- تهذيب (الشرح الكبير على الورقات لابن عباد)
- حاشية على (شرح المحلي على الورقات)
- منتهى السوول بتحرير (مختصر روضة الأصول للطوفي)
- تقريب (شرح مختصر التحرير لابن النجار)

٦- قواعد الفقه:
- مجموعة الفوائد البهية على (منظومة القواعد الفقهية لابن سعدي)
- الفصول المنتقاة المجموعة في مقاصد الشريعة المرفوعة

٧- التمذهب:
- (رسالة الرد على من اتيع غير المذاهب الأربعة لابن رجب) تحقيق وتعليق [ومعه ملحق بتهذيب الرسالة]
- تلخيص (الفضل الموهبي في معنى: إذا صح الحديث فهو مذهبي لأحمد رضا خان)
- شبهات في التمذهب (عرض ونقض)
- (الدين القيم في الرد على ابن القيم للكيرانوي) ضبط نص وفهرسة مع تقديم

٨- اللغة العربية:
- إيضاح (المقدمة الآجرومية)
- المآخذ العلمية على أبيات (الألفية لابن مالك)
- الشرح المأنوس على خطبة (القاموس للفيروز آبادي)
- مباحث في الترقيم

٩- المنطق:
- فصول عن علم المنطق
- شرح (أبيات المقولات العشر للسجاعي)
- تقوية الآلة بما يفضي للإستحالة

١٠- العلم والتعلم:
- أدب التتلمذ
- حاشية على (تذكرة السامع والمتكلم لابن جماعة) ومعه: (تلخيص التذكرة)